# Tercera Federación (Grupo XV)
El Grupo XV de la Tercera Federación española de fútbol es el grupo autonómico para la Comunidad Foral de Navarra de dicha categoría; actualmente constituye el quinto nivel de competición del sistema nacional de Liga española de fútbol. Está organizada por la Federación Navarra de Fútbol.
El Grupo XV es el heredero de su homónimo desde 2021 del Grupo XV de Tercera División, que se creó en el año 1986.

## Historia
Su origen está relacionado con la reorganización de la Tercera División por comunidades autónomas.
En la temporada 1980/81 se produjo una reestructuración de la categoría pasando de tener de 8 a 13 grupos distribuidos por proximidad geográfica. Así los equipos navarros presentes en Tercera pasaron de pertenecer al Grupo II que lo formaban equipos vascos, navarros, riojanos, aragoneses, cántabros y algunos castellano-leoneses; al Grupo IV que compartían con La Rioja, Aragón y la provincia de Soria.

Fue en la temporada 1986/87 cuando hubo otra reestructuración creándose un único grupo para los equipos de Navarra y La Rioja junto con el CD Mirandés que perteneció a la Federación Riojana de Fútbol. Las dos federaciones compartirán grupo hasta la temporada 2003/04. Durante las dos siguientes temporadas el grupo se dividió en dos denominándose: Grupo XV-A para Navarra y Grupo XV-B para La Rioja. Es en la temporada 2006/07 cuando el grupo riojano acaba denominándose Grupo XVI y el grupo XV es exclusivamente para equipos navarros. En la temporada 2020-21 la Tercera pasa a ser el quinto nivel tras la última reestructuración por parte de la RFEF derivada por la pandemia de coronavirus.

## Sistema de competición
El Grupo XV de Tercera División RFEF suele estar integrado por 16 clubes.
El sistema de competición es el mismo que en el resto de categorías de la Liga. Se disputa anualmente, empezando a finales del mes de agosto o principios de septiembre, y concluye en el mes de mayo o junio del siguiente año.
Los equipos del grupo se enfrentan todos contra todos en dos ocasiones, una en campo propio y otra en campo contrario. El orden de los encuentros se decide por sorteo antes de empezar la competición. El ganador de un partido obtiene tres puntos, el perdedor no suma ninguno y, en caso de un empate, se reparte un punto para cada equipo.
Al término de la temporada, el primer clasificado (excluyendo a los equipos filiales) se clasifica para disputar la siguiente edición de la Copa del Rey.

### Ascenso a Segunda División RFEF
Una vez finalizada la temporada regular, el primer clasificado se proclama campeón y asciende directamente a Segunda División RFEF, mientras que los clasificados entre el segundo y el quinto lugar disputan un playoff territorial para decidir una plaza que da acceso a la Promoción de ascenso a Segunda División RFEF. Esta promoción consta de una ronda de eliminación directa en la que el vencedor asciende de categoría.

### Descenso a Primera Autónomica
Al término de la temporada los tres últimos clasificados descienden directamente a Primera Autonómica de Navarra. Existe la posibilidad de que desciendan además tantos equipos a Primera Autonómica de Navarra, como equipos de la provincia de Navarra que desciendan de la Segunda División RFEF a Tercera División RFEF. También puede ocurrir que algunos de los equipos del grupo clasificados para el playoff logre el ascenso a la Segunda División RFEF, en cuyo caso ascenderían a Tercera División RFEF tantos conjuntos de Primera Autonómica de Navarra como clubes hayan logrado el ascenso a Segunda División RFEF.

### Equipos filiales
Los equipos filiales pueden participar en Tercera División RFEF si sus primeros equipos compiten en una categoría superior de la Liga —Primera División, Segunda División, Primera División RFEF o Segunda División RFEF—. Los filiales y sus respectivos primeros equipos no pueden competir en la misma categoría; por ello, si un equipo desciende a Segunda División RFEF y su filial queda primero o gana los playoff de ascenso a esta categoría, deberá quedarse obligatoriamente en Tercera División RFEF. Del mismo modo, un filial que se haya clasificado para la fase de ascenso a Segunda División RFEF no puede disputarla si el primer equipo milita en dicha categoría. En este caso, lo sustituye el sexto clasificado. Esto no será así si el primer equipo milita en Segunda División RFEF, pero se clasifica para la fase de ascenso a Primera División RFEF.

## Equipos participantes
La Tercera Federación 2021-22 fue disputada por los siguientes equipos:
La Tercera Federación 2022-23 fue disputada por los siguientes equipos:
La Tercera Federación 2023-24 fue disputada por los siguientes equipos:
La Tercera Federación 2024-25 fue disputada por los siguientes equipos:
La Tercera Federación 2025-26 es disputada por los siguientes equipos:

## Clasificación histórica
Actualizado=2 de julio de 2025
| Pos | Ban                | Equipo                       | Temp | Ptos | PJ  | PG | PE | PP | GF  | GC  | DG  | Cam | Sub | Pro | Asc |
| --- | ------------------ | ---------------------------- | ---- | ---- | --- | -- | -- | -- | --- | --- | --- | --- | --- | --- | --- |
| 1   | Bandera de Navarra | C. D. Cortes                 | 5    | 211  | 128 | 60 | 31 | 37 | 155 | 109 | 46  | 0   | 1   | 2   | 0   |
| 2   | Bandera de Navarra | C. D. F. Itaroa Huarte       | 5    | 210  | 128 | 58 | 36 | 34 | 204 | 159 | 45  | 0   | 0   | 3   | 0   |
| 3   | Bandera de Navarra | U. D. C. Txantrea            | 5    | 189  | 128 | 52 | 33 | 43 | 172 | 152 | 20  | 0   | 0   | 1   | 0   |
| 4   | Bandera de Navarra | C. D. Subiza Cendea de Galar | 4    | 187  | 94  | 57 | 16 | 21 | 183 | 84  | 99  | 1   | 2   | 2   | 1   |
| 5   | Bandera de Navarra | C. D. Valle de Egüés         | 4    | 174  | 94  | 52 | 18 | 24 | 146 | 79  | 67  | 1   | 1   | 1   | 1   |
| 6   | Bandera de Navarra | C. D. Ardoi                  | 4    | 171  | 98  | 50 | 21 | 27 | 126 | 79  | 47  | 0   | 0   | 2   | 0   |
| 7   | Bandera de Navarra | Peña Sport F. C.             | 4    | 167  | 98  | 43 | 38 | 17 | 152 | 86  | 66  | 0   | 0   | 2   | 0   |
| 8   | Bandera de Navarra | C. D. Pamplona               | 5    | 166  | 128 | 43 | 37 | 48 | 150 | 150 | 0   | 0   | 0   | 0   | 0   |
| 9   | Bandera de Navarra | C. D. Cantolagua             | 4    | 166  | 128 | 44 | 34 | 50 | 178 | 199 | -21 | 0   | 0   | 1   | 0   |
| 10  | Bandera de Navarra | C. D. Beti Onak              | 5    | 164  | 128 | 45 | 29 | 54 | 147 | 164 | -17 | 0   | 0   | 0   | 0   |
| 11  | Bandera de Navarra | C. Atl. Cirbonero            | 4    | 178  | 98  | 43 | 29 | 26 | 142 | 100 | 42  | 1   | 0   | 0   | 1   |
| 12  | Bandera de Navarra | U. C. D. Burladés            | 4    | 137  | 128 | 35 | 32 | 61 | 147 | 193 | -46 | 0   | 0   | 0   | 0   |
| 13  | Bandera de Navarra | C. D. Avance Ezcabarte       | 4    | 118  | 94  | 31 | 25 | 38 | 125 | 131 | -6  | 0   | 0   | 0   | 0   |
| 14  | Bandera de Navarra | Beti Kozkor K. E.            | 4    | 107  | 98  | 28 | 23 | 47 | 93  | 132 | -39 | 0   | 0   | 0   | 0   |
| 15  | Bandera de Navarra | F. C. Bidezarra              | 3    | 86   | 68  | 19 | 29 | 20 | 81  | 79  | 2   | 0   | 0   | 0   | 0   |
| 16  | Bandera de Navarra | C. D. Oberena                | 3    | 76   | 64  | 22 | 10 | 32 | 85  | 97  | -12 | 0   | 0   | 0   | 0   |
| 17  | Bandera de Navarra | U. D. Mutilvera              | 1    | 76   | 34  | 23 | 7  | 4  | 61  | 22  | 35  | 1   | 0   | 0   | 1   |
| 18  | Bandera de Navarra | A. D. San Juan               | 2    | 75   | 34  | 23 | 6  | 5  | 63  | 21  | 42  | 0   | 0   | 0   | 0   |
| 19  | Bandera de Navarra | S. D. Lagunak                | 2    | 73   | 64  | 19 | 16 | 29 | 75  | 99  | -24 | 0   | 0   | 0   | 0   |
| 20  | Bandera de Navarra | C. D. Azkoyen                | 2    | 60   | 60  | 16 | 12 | 32 | 59  | 104 | -45 | 0   | 0   | 0   | 0   |
| 21  | Bandera de Navarra | C. D. Alesves                | 2    | 51   | 64  | 13 | 12 | 39 | 57  | 116 | -59 | 0   | 0   | 0   | 0   |
| 22  | Bandera de Navarra | C. D. Gares                  | 2    | 40   | 64  | 9  | 13 | 42 | 45  | 130 | -85 | 0   | 0   | 0   | 0   |
| 23  | Bandera de Navarra | C. D. Lerinés                | 1    | 34   | 34  | 9  | 7  | 18 | 34  | 59  | -25 | 0   | 0   | 0   | 0   |
| 24  | Bandera de Navarra | Atlético Artajonés           | 2    | 33   | 34  | 7  | 12 | 15 | 36  | 57  | -21 | 0   | 0   | 0   | 0   |
| 25  | Bandera de Navarra | C. D. Murchante              | 2    | 32   | 30  | 9  | 5  | 16 | 29  | 50  | -21 | 0   | 0   | 0   | 0   |
| 26  | Bandera de Navarra | C. D. Corellano              | 1    | 23   | 30  | 6  | 5  | 19 | 27  | 52  | -25 | 0   | 0   | 0   | 0   |
| 27  | Bandera de Navarra | Rotxapea C. D.               | 1    | 23   | 34  | 5  | 8  | 21 | 39  | 83  | -44 | 0   | 0   | 0   | 0   |
| 28  | Bandera de Navarra | C. D. Aoiz                   | 1    | 0    | 0   | 0  | 0  | 0  | 0   | 0   | 0   | 0   | 0   | 0   | 0   |
| 29  | Bandera de Navarra | C. D. Izarra                 | 1    | 0    | 0   | 0  | 0  | 0  | 0   | 0   | 0   | 0   | 0   | 0   | 0   |

## Palmarés
Nota: indicados en negrita los clubes que continúan en activo así como las temporadas en las que también consiguió el ascenso a Tercera División.
| Club                 | Títulos | Años    |
| -------------------- | ------- | ------- |
| Atlético Cirbonero   | 1       | 2021-22 |
| C. D. Valle de Egüés | 1       | 2022-23 |
| C. D. Subiza         | 1       | 2023-24 |
| U. D. Mutilvera      | 1       | 2024-25 |

### Por temporada
| Temporada | Campeón              | Subcampeón           | Tercero           | Cuarto           | Quinto           |
| --------- | -------------------- | -------------------- | ----------------- | ---------------- | ---------------- |
| 2021-22   | Atlético Cirbonero   | C. D. Subiza         | U. D. C. Chantrea | C. D. Huarte     | C. D. Cantolagua |
| 2022-23   | C. D. Valle de Egüés | C. D. Subiza         | C. D. Ardoi       | Peña Sport F. C. | C. D. Huarte     |
| 2023-24   | C. D. Subiza         | C. D. Cortes         | C. D. Ardoi       | Peña Sport F. C. | C. D. Huarte     |
| 2024-25   | U. D. Mutilvera      | C. D. Valle de Egüés | A. D. San Juan    | C. D. Cortes     | Peña Sport F. C. |